# 豊田三喜男
豊田 三喜男（とよだ みきお、1957年4月11日 ‐ ）は、日本の実業家。埼玉県出身。株式会社チノー代表取締役 社長執行役員（2021年7月時点）。

## 経歴
- 1981年3月　東京理科大学理学部卒

- 1981年4月　株式会社千野製作所入社（現株式会社チノー）
- 2012年6月　チノー取締役藤岡事業所長
- 2017年6月　代表取締役社長執行役員・機器開発センター長
- 2019年7月　代表取締役社長執行役員